# ラ・リーブル・エステティーク

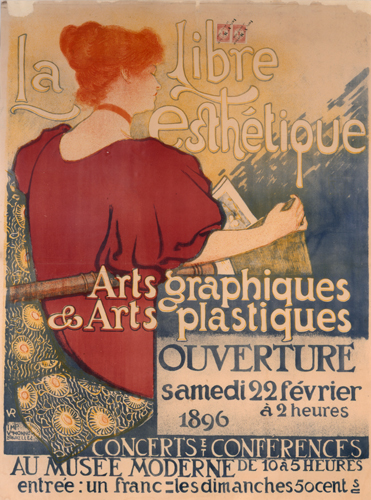
1896年の展覧会ポスター
(画)テオ・ファン・レイセルベルヘ

ラ・リーブル・エステティーク（La Libre Esthétique:自由美学）はベルギーのブリュッセルで1894年に結成された美術家、文学者のグループである。1894年から第一次世界大戦が始まる前の1913年まで毎年、展覧会を開催した。

## 概要
創立の中心になったのは美術評論家で美術・文芸雑誌「L'Art Moderne」の創刊者のオクターヴ・マウス(Octave Maus: 1856–1919) で、マウスは1893年まで、開催されていた「20人展」の事務局長を務めていた。
国際的な同時代の美術やより広い範囲の芸術の展覧会を開くために設立され、出展する芸術家は招待を受けるという形で運営された 。第一回の展覧会は1894年2月14日から3月15日まで開催され、ポール・ゴーギャンが5点の作品を出展し、開会式に出席するためにブリュッセルを訪れた。ウジェーヌ・ラールマンスも招待を受けた。
美術品や工芸品が展示され、同時代の音楽家によるコンサートも開かれ、ヴァイオリニストのウジェーヌ・イザイとピアニストのテオ・イザイの兄弟らがメンバーになり、第一回の展覧会ではクロード・ドビュッシーを称える催しが行われた。
第一回の展覧会に招待されたのは次のような芸術家がいた。
- ジョージ・フレデリック・ワッツ (1817-1904)
- ピエール・ピュヴィス・ド・シャヴァンヌ (1824-1898)
- カミーユ・ピサロ (1830-1903)
- ウィリアム・モリス (1834-1896)
- ギヨーム・ヴォーゲルス (1836-1896)
- オディロン・ルドン (1840-1916)
- ベルト・モリゾ (1841-1895)
- ピエール＝オーギュスト・ルノワール (1841-1919)
- ウジェーヌ・カリエール (1849-1906)
- アンリ＝エドモン・クロス (1856-1910)
- フェルナン・クノップフ (1858-1921)
- ヤン・トーロップ (1858-1928)
- ジェームズ・アンソール (1860-1949)
- テオ・ファン・レイセルベルヘ (1862-1926)
- ポール・ランソン (1864-1909)
- アンリ・ド・トゥールーズ＝ロートレック (1864-1901)
- ウィリアム・ドグーヴ・ド・ヌンク (1867-1935)
- アンリ＝ガブリエル・イベルス (1867-1914)
- モーリス・ドニ (1870-1943)
- オーブリー・ビアズリー (1872-1898)

その後の展覧会に招待された画家には、ポール・セザンヌ(1839-1906)、エミール・クラウス(₁849-1924)、ジスベール・コンバッツ(1869-1941)、アルフレッド・シスレー(1839-1899)らがいる。

## ギャラリー

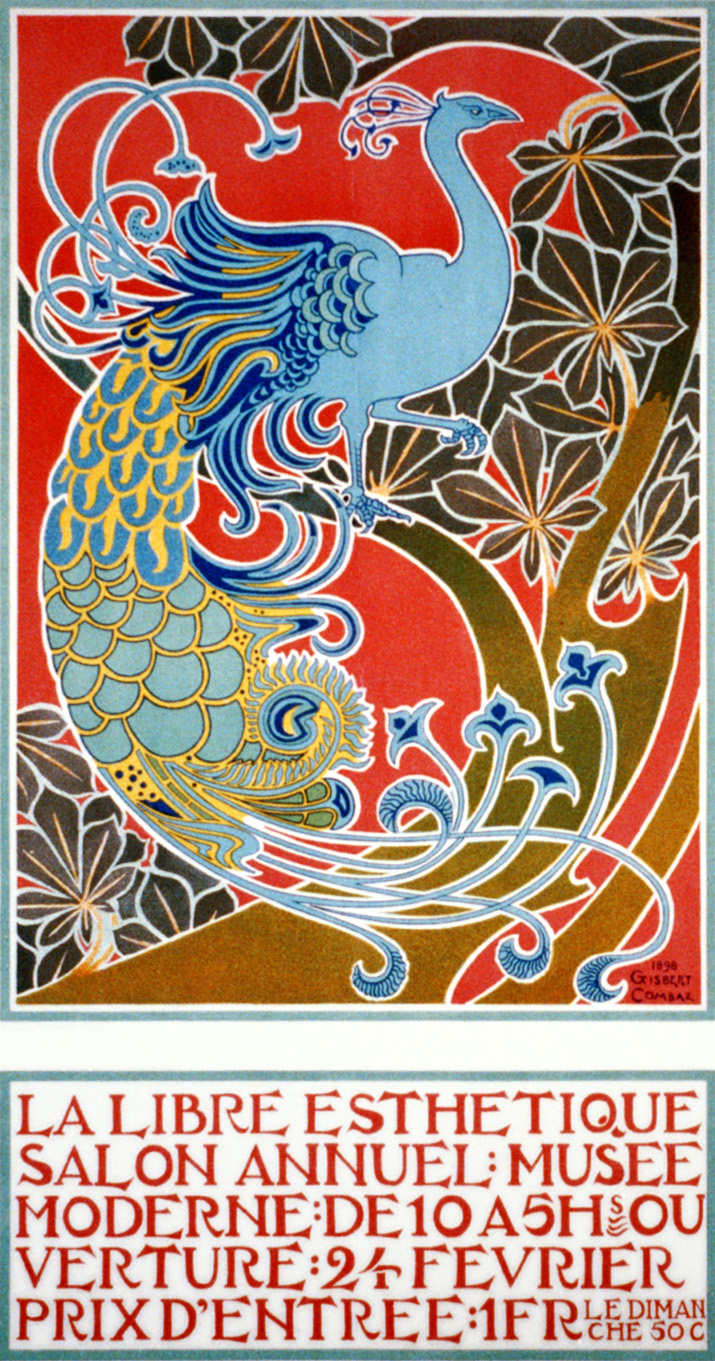
1989年展覧会ポスター (画)ジスベール・コンバッツ
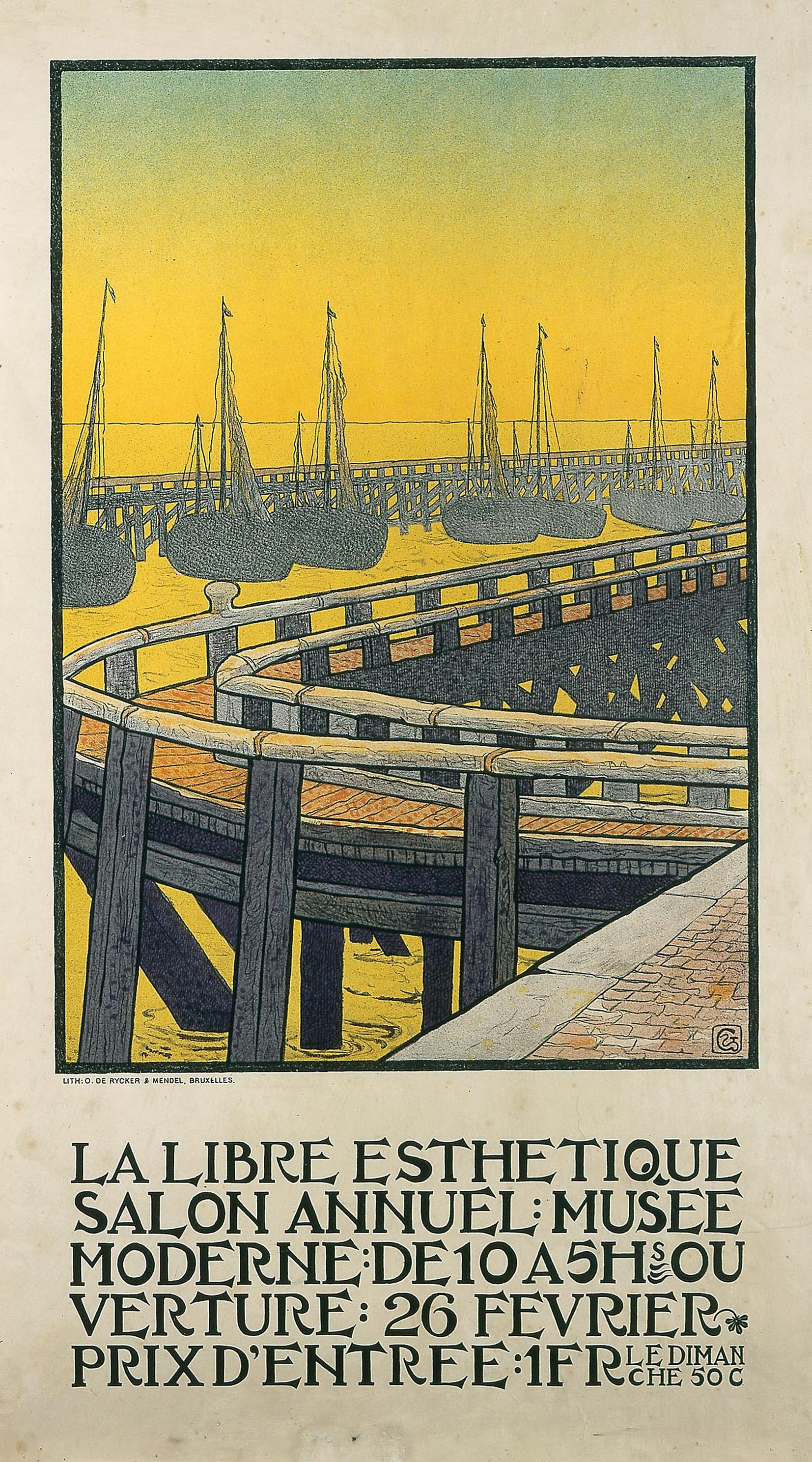
展覧会ポスター (画)コンバッツ
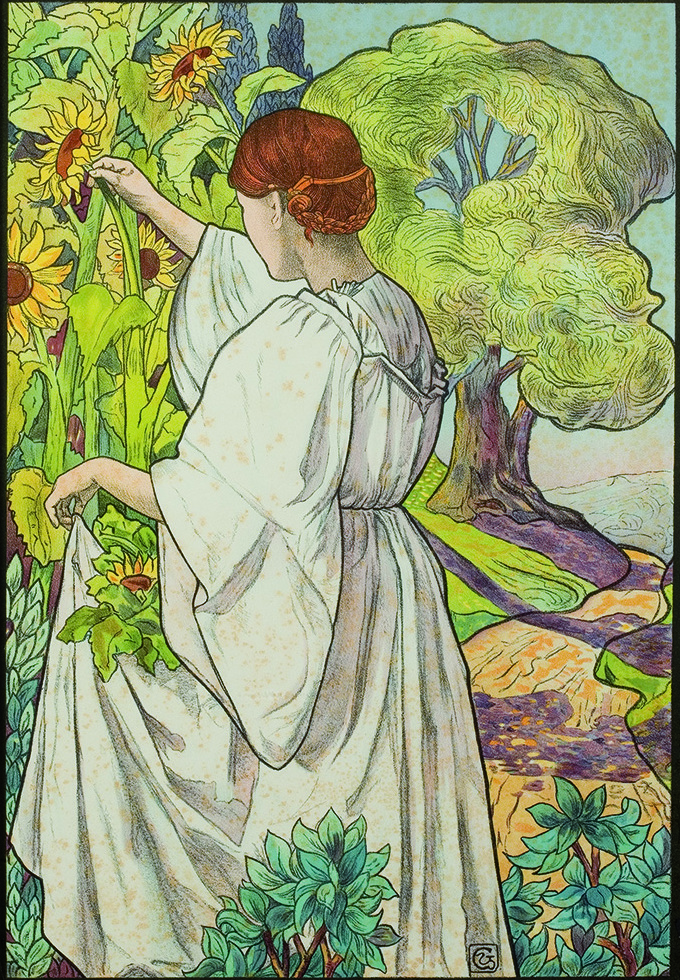
1902年展覧会ポスター (画)コンバッツ
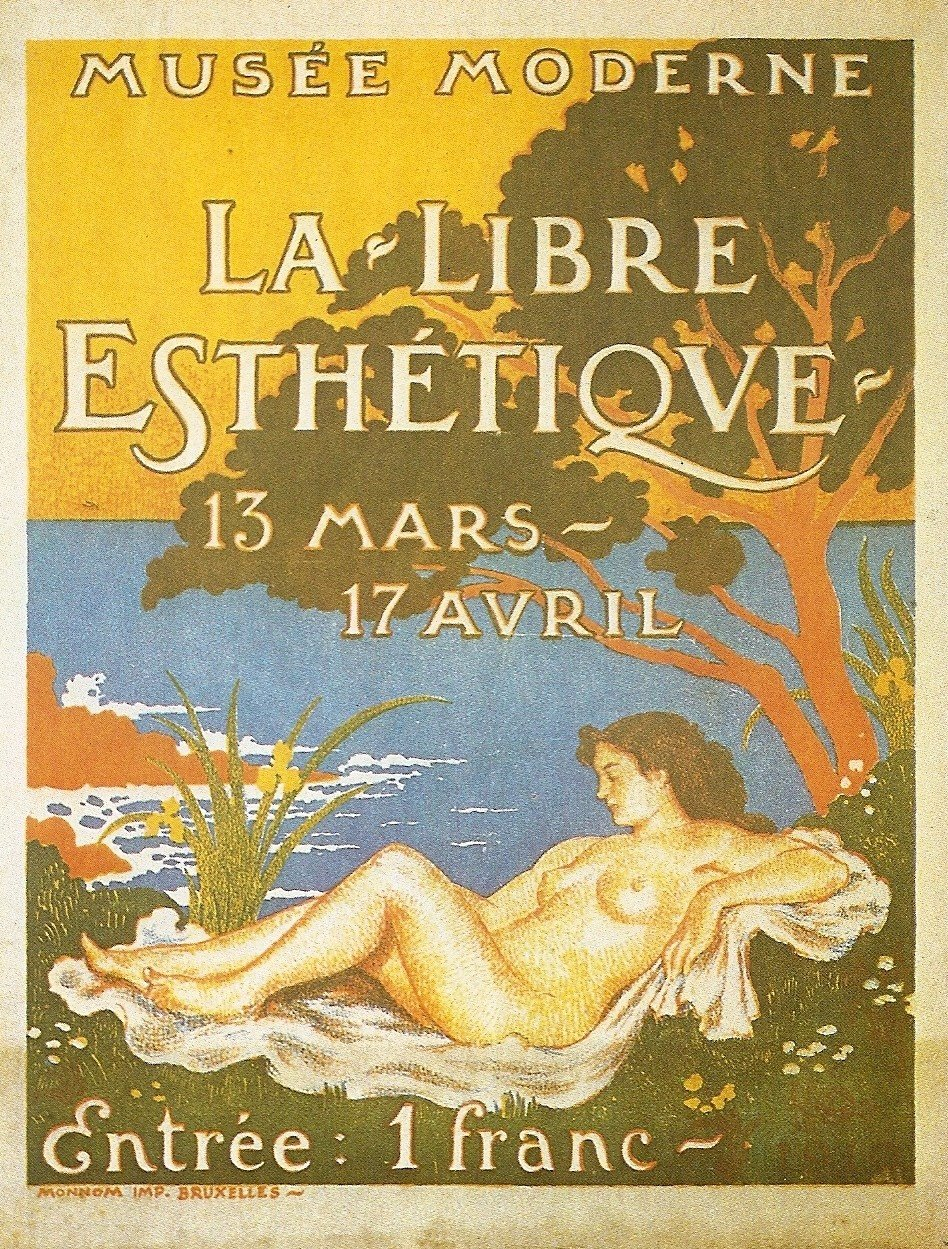
910年展覧会ポスター (画)ジョルジュ・レメン